# 사도야마촌
사도야마촌(佐渡山村)은 니가타현 니시칸바라군에 설치되었던 촌이다.